# Związek Zawodowy Techników Farmaceutycznych Rzeczypospolitej Polskiej
Związek Zawodowy Techników Farmaceutycznych Rzeczypospolitej Polskiej (ZZTF RP) – ogólnopolski związek zawodowy powstały w 2000 r. w Łodzi.

## Cele statutowe
Związek stara się o nowe regulacje prawne dotyczące grupy zawodowej techników farmaceutycznych, między innymi: skrócenie stażu techników farmaceutycznych do 12 miesięcy, wprowadzenie szkoleń ustawicznych oraz poszerzenie uprawnień zawodowych techników farmaceutycznych. Związek bierze udział w konsultacjach społecznych prowadzonych przez Ministerstwo Zdrowia, podczas pracy nad ustawami i rozporządzeniami.